# Mohawk Indijanci
Mohawk (Kanienkehaka) najistočnije je pleme iz saveza Irokeza nastanjeno zapadno od Schenectadyja u New Yorku.

## Ime
Ime mohawk dolazi iz narragansett jezika Mohowaùuck  'they eat (animate) things,' dakle "man-eaters" ili “eater of living things,” što bi potvrđivalo teoriju da je među plemenima saveza 'Duge kuće' izvorno bila raširena antropofagija, odnosno da su jeli meso ubijenih neprijatelja. Sami sebe oni pak nazivaju Kanienkehaka ili Kaniengehaga, ili  "People of the Flint" (“people of the place of the flint.”)

## Sela
- Canajoharie, istočna obala Otsquago Creek nasuprot Fort Plaina.
- Canastigaone, sjeverna strana rijeke Mohawk blizu slapova Cohoes Falls
- Canienga, blizu rijeke Mohawk.
- Caughnawaga, na rijeci Mohawk kod Auriesvillea.
- Chuchtononeda, južna strana rijeke Mohawk - imanovan po bandi.
- Kanagaro, sjeverna obala rijeke Mohawk u okrugu Montgomery ili Herkimer.
- Kowogoconnughariegugharie,
- Nowadaga, u Danube, okrug Herkimer.
- Onoalagona, danas Schenectady.
- Osquake, at Fort Plain and on Osquake Creek, Montgomery County.
- Saratoga, oko Saratoge and Stillwatera.
- Schaunactada, na i južno od Albanya.
- Schoharie, blizu Schoharie.
- Teatontaloga, sjeverna obala Mohawka možda blizu ušća Schoharie Creek u okrugu Montgomery.
- Tewanondadon, na poluotoku između jezera Otsego i Shenivas Creeka.

## Jezik
Jezik mohawk član je irokeške porodice, a ima 3000 govornika (1977 SIL) od 10 000 etničkih Mohawka u Kanadi i SAD-u.

## Povijest
Povijest Mohawka čini važan i znatan dio povijesti Irokeza. Godine 1535. pet plemena se prvi put susreću s bretonskim pomorcem Jacques Cartierom, a na jednom njegovom drugom putovanju i doći će i do sukoba. Mohawki bi morali biti pleme koje je negdje 1570. prognalo s Adirondack planina i gornje St. Lawrence Indijance poznate kao Adirondack. Ovi Adirondacki bili su vjerojatno Algonquini koje su Mohawki nazivali "ha-de-ron-dah" ili "bark-eater," što se tumači time da su u kriznim vremenima ovi Algonkini upotrebljavali koru neke vrste drveta za prehranu kako bi preživjeli. Naziv Adirondack dan je planinama Adirondacks na kojima su živjeli.
Kroz čitavo daljnje 17. stoljeće povijest Mohawka puna je beskrajnih ratova tijekom kojih su ovladali krajem sve od rijeke Connecticut pa do sadašnjeg grada New Yorka. Dobivši vatreno oružje od nizozemskih trgovaca oni teroriziraju susjedna plemena. Godine 1628. protjerali su Mahicane iz doline rijeke Hudson, a već sljedeće (1629.), početkom Dabarskih ratova napadaju na Abenake i Pennacooke. Iste godine Sir David Kirke zauzima Quebec u kojemu su Mohawki razorili selo Montagnaisa na Trois Rivieresu, te nastavljaju s progonima Mointagnaisa i Algonquina.
U 18. stoljeću podržavaju Sir Williama Johnsona u njegovoj bici za Fort Niagaru, jednu od završnih u Francuskim i Indijanskim ratovima. Za vrijeme Američke revolucije podržavaju britansku stranu za kojoj je bio lojalan Joseph Brant (Thayendanegea), te ga slijede u Kanadu, gdje im još potomci žive na Bay of Quinte i Six Nations Reservere u Brantfordu, Ontario.

## Etnografija
Život i običaji
Mohawki su stanovnici Sjeveroistočnih šuma, lovci i ratari koji žive u velikim kućama (long houses) i u naseljima zaštićenim palisadama. Unutar saveza 'Velike kuće' (Haudenosaunee), oni su poznati i kao 'čuvari istočnih vrata' (="Keepers of the Eastern Door"), odnosno Kanien'kehaka Na:kon:ke Rontehnhohanonhnha. Ovu funkciju su na zapadu irokeškog teritorija vršili Senece, koji su bili 'čuvari zapadnih vrata'. Glavno središte saveza je u glavnom selu Onondaga, 'čuvarima kalumeta'.
Mohawki su polusjedilački narod, sa stalnim selima i sezonskom uvjetovanošću načina privređivanja. Ženama je glavni posao bio briga o djeci i poljima na kojima su zasađene 'tri sestre'. Muškarci tijekom jeseni i zime odlaze u lov a dolaskom ljeta počinje ribolov. Rat je igrao važnu ulogu u životu ovog naroda, a po svojoj ratobornosti i surovosti bili su na zlu glasu. Mohawki su ratovali sa svim susjedima koji nisu pripadali savezu Irokeza, a zarobljenike nadvladanih plemena ubijalo se mučenjima a djecu su adoptirali u pleme i odgajali kao irokeške ratnike. 
Mohawk Indijanci poznati su u suvremenom američkom društvu kao veoma traženi zavarivači na željeznim konstrukcijama na zastrašujućim visinama od 150 metara iznad tla, po kojima se veru poput vjeverica, bez ikakvog straha od nebeskih visina.
Struktura društva
Mohawki su u vijeću Irokeza imali 9 poglavica koji su ih zastupali, i koji su pripadali u 3 različite klase, po tri iz svakoga klana.
- I. klasa pripada klanu Kornjača:

I. 1. Da-ga-e’-o-ga (‘Neutral.’ ili ‘the Shield.’ Neutralni ili Štit) 2. Ha-yo-went’-ha ( ‘Man who Combs.’ Čovjek koji se češlja) 3. Da-ga-no- we’-da (‘Inexhaustible.’ Neiscrpni). 
- II. klasa pripada klanu Vuka:

II. 4. So-a-e-wa’ah (‘Small Speech.’ Tihi Govor) 5. Da-yo’-ho-go (‘At the Forks.’ Kod Račve) 6. 0-a-a’-go- wa (‘At the Great River.’ Kod Velike Rijeke).
- III. klasa pripada klanu Medvjed:

III. 7. Da-an-no-ga’-e-neh (‘Dragging his Horns.’ 'Onaj koji vuče svoje rogove') 8. Sa-da’-ga-e-wa-deh (‘Even- Tempered.’) 9. Has-da-weh’-se-ont-ha (‘Hanging up Rattles.’ ) 
Poglavica Hă-yo-went’-ha, u američkom obliku Hiawatha, zajedno s Deganawidom (Da-ga-no- we’-da), osnivačima saveza Irokeza, koji su prethodno zabranili kanibalizam, nije se birao na ovaj položaj, ali se postupalo kao da su tamo, i njihova mjesta bila su prazna.
Hodge nazive imena i titula Mohawk-poglavica naziva u većini slučajeva drugačije: U prvu klasu imenuje Tekarihoken, Haienhwatha i Satekarihwate. U drugu klasu Orenrehkowa, Deionhehkon i Sharenhowanen. U treću: Dehennakarine, Rastawenserontha i Shoskoharowanen

## Mohawk danas
Današnji Mohawki žive po Ontariju, Quebecu i New Yorku. U Kanadi su organizirani u 4 plemena (First Nations). Svako od ovih 4 plemena ima vlastitu autonomiju, što znači da imaju vlastite zakone i vlast. Neki od Mohawka žive s ostali Irokezima na rezervatu Six Nations Reserve u Ontariju. Drugi u New Yorku Ganienkeh i Kanatsiohareke; Akwesasne na rezervatu St. Regis; Kanesatake na rezervatu Oka; Kahnawake na rezervatu Caughnawaga; Tyendinaga i Wahta u južnom Ontariju (rezervat Gibson).

## Poznate osobe
- Chevy Chase, američki glumac, dijelom je mohawkskog podrijetla (Kanatsiohareke)[1]

## Vanjske poveznice
- Mohawk Indian Fact Sheet
- Mohawk Indian Tribe History
- Mohawk Nation
- Cohoes Falls